# Liste d'élections en 1908
Chronologie des élections
- 1904
- 1905
- 1906
- 1907
- 1908
- 1909
- 1910
- 1911
- 1912

Cet article recense les élections organisées durant l'année 1908.

## Événements géopolitiques d'intérêt national ou international en 1908
Cette section concerne des événements d'intérêt géopolitique relatifs à des états souverains, éventuellement fédéraux mais qui ne soient ni élections ni référendums. Ces événements peuvent être d'intérêt national, voire international, d'origine nationale ou étrangère.
| Date       | État           | Événement |
| ---------- | -------------- | --- |
| 4 février  | Portugal       | Le jeune roi Manuel II de Portugal renvoie le Premier ministre João Franco et rétablit les principales libertés. Des élections sont convoquées pour le 5 avril. Six ministères se succèdent de 1908 à 1910. |
| 17 février | Mexique        | Porfirio Díaz, interviewé par James Creelman, de la version américaine de la revue Pearson's Magazine, annonce qu’il accepte la présence d’un candidat d’opposition aux élections de 1910. Un grand propriétaire terrien, Francisco Indalecio Madero, prend l’initiative de réclamer des élections honnêtes dans son livre paru en décembre « La Succession présidentielle en 1910 », qui connaît un vif succès. Il crée un parti anti-réélectioniste qui menace le régime, puis est emprisonné. |
| 20 avril   | Danemark       | Les femmes obtiennent le droit de vote aux élections communales. |
| 3 juillet  | Empire ottoman | Début de la révolution des Jeunes-Turcs contre le gouvernement du Sultan ottoman (fin en 1909). Les 23-24 juillet, l’armée turque de Macédoine fait un coup d’État, obligeant le sultan à rétablir la Constitution de 1876 et à organiser des élections en octobre-novembre. Les membres du Comité « Union et Progrès » rentrent d’exil et assument la charge du gouvernement. L’empire connaît des journées de liesse générale.                                                                 |

## Élections nationales en 1908
Cette section concerne les élections législatives et présidentielles dans un état souverain, éventuellement fédéral, ainsi que leurs principaux référendums.
| Date                             | État                   | Élection ou référendum | Contexte | Résultat |
| -------------------------------- | ---------------------- | ---------------------- | --- | --- |
| 1908                             | République dominicaine | Présidentielle (en)    | | Cette section est vide, insuffisamment détaillée ou incomplète. Votre aide est la bienvenue ! Comment faire ?    |
| 13 janvier - 13 novembre         | Suède                  | 1re Chambre (sv)       | | Cette section est vide, insuffisamment détaillée ou incomplète. Votre aide est la bienvenue ! Comment faire ?    |
| 14 janvier 1908 - 6 juillet 1909 | États-Unis             | Sénat (en)             | | Voir l'article Liste d'élections en 1909                                                                         |
| Mars                             | Honduras               | Présidentielle (es)    | | Cette section est vide, insuffisamment détaillée ou incomplète. Votre aide est la bienvenue ! Comment faire ?    |
| 8 mars                           | Argentine              | Législatives (es)      | | Cette section est vide, insuffisamment détaillée ou incomplète. Votre aide est la bienvenue ! Comment faire ?    |
| 5 avril                          | Portugal               | Législatives (en)      | | Cette section est vide, insuffisamment détaillée ou incomplète. Votre aide est la bienvenue ! Comment faire ?    |
| Mai                              | Pérou                  | Présidentielle (en)    | | Cette section est vide, insuffisamment détaillée ou incomplète. Votre aide est la bienvenue ! Comment faire ?    |
| 4 mai                            | Bolivie                | Présidentielle (es)    | | Cette section est vide, insuffisamment détaillée ou incomplète. Votre aide est la bienvenue ! Comment faire ?    |
| 15 mai                           | Japon                  | Législatives           | | Le Rikken Seiyūkai obtient 188 sièges sur 379.                                                                   |
| 24 mai                           | Belgique               | Législatives           | | Cette section est vide, insuffisamment détaillée ou incomplète. Votre aide est la bienvenue ! Comment faire ?    |
| 26 mai                           | Luxembourg             | Législatives           | | Cette section est vide, insuffisamment détaillée ou incomplète. Votre aide est la bienvenue ! Comment faire ?    |
| 31 mai                           | Serbie                 | Législatives (en)      | | Cette section est vide, insuffisamment détaillée ou incomplète. Votre aide est la bienvenue ! Comment faire ?    |
| 1er juin - 3 novembre            | États-Unis             | Chambre (en)           | | Cette section est vide, insuffisamment détaillée ou incomplète. Votre aide est la bienvenue ! Comment faire ?    |
| 5 juillet                        | Suisse                 | Référendum (de)        | Arrêté fédéral portant sur le droit de légiférer en matière d'arts et métiers                                           | Accepté |
| 5 juillet                        | Suisse                 | Référendum (de)        | Initiative populaire concernant l'interdiction de l'absinthe                                                            | Acceptée |
| 12 juillet                       | Panama                 | Présidentielle (en)    | | Cette section est vide, insuffisamment détaillée ou incomplète. Votre aide est la bienvenue ! Comment faire ?    |
| 1er - 29 septembre               | Suède                  | 2de Chambre (sv)       | | Cette section est vide, insuffisamment détaillée ou incomplète. Votre aide est la bienvenue ! Comment faire ?    |
| 25 octobre                       | Suisse                 | Référendum (de)        | Arrêté fédéral relatif à l'utilisation des forces hydrauliques, le transport et la distribution de l'énergie électrique | Accepté |
| 26 octobre                       | Canada                 | Fédérales              | | Les libéraux de Laurier sont réélus avec un quatrième mandat majoritaire, défaisant les conservateurs de Borden. |
| 29 octobre                       | Suisse                 | Fédérales              | | Cette section est vide, insuffisamment détaillée ou incomplète. Votre aide est la bienvenue ! Comment faire ?    |
| 3 novembre                       | États-Unis             | Présidentielle         | | Élection de William Howard Taft (R).                                                                             |
| 14 novembre                      | Cuba                   | Générales (en)         | | Cette section est vide, insuffisamment détaillée ou incomplète. Votre aide est la bienvenue ! Comment faire ?    |
| 26 novembre                      | Uruguay                | Sénatoriales (en)      | | Cette section est vide, insuffisamment détaillée ou incomplète. Votre aide est la bienvenue ! Comment faire ?    |
| Novembre - décembre 1908         | Empire ottoman         | Législatives (en)      | | Cette section est vide, insuffisamment détaillée ou incomplète. Votre aide est la bienvenue ! Comment faire ?    |

## Élections en subdivisions nationales en 1908
Cette section concerne les élections législatives dans un État fédéré, une subdivision territoriale ou une colonie d'un État souverain, ainsi que leurs principaux référendums.
| Date                     | Subdivision           | État               | Élection ou référendum                                                | Contexte | Résultat |
| ------------------------ | --------------------- | ------------------ | --------------------------------------------------------------------- | -------- | --- |
| 1908                     | Porto Rico            | États-Unis         | Générales (en)                                                        |          | Cette section est vide, insuffisamment détaillée ou incomplète. Votre aide est la bienvenue ! Comment faire ? |
| 21 janvier - 31 mars     | Colonie du Cap        | Empire britannique | Législatives (en)                                                     |          | Cette section est vide, insuffisamment détaillée ou incomplète. Votre aide est la bienvenue ! Comment faire ? |
| 2 février                | Îles Féroé            | Danemark           | Législatives                                                          |          | Cette section est vide, insuffisamment détaillée ou incomplète. Votre aide est la bienvenue ! Comment faire ? |
| 20 février - 5 mars      | Bohême                | Autriche-Hongrie   | Législatives (cs)                                                     |          | Cette section est vide, insuffisamment détaillée ou incomplète. Votre aide est la bienvenue ! Comment faire ? |
| 27 - 28 février          | Croatie-Slavonie      | Autriche-Hongrie   | Législatives (en)                                                     |          | Cette section est vide, insuffisamment détaillée ou incomplète. Votre aide est la bienvenue ! Comment faire ? |
| Mars                     | Suriname              | Pays-Bas           | [[:[Elections législatives surinamiennes de 1908\|Législatives]] (nl) |          | Cette section est vide, insuffisamment détaillée ou incomplète. Votre aide est la bienvenue ! Comment faire ? |
| 3 mars                   | Nouveau-Brunswick     | Canada             | Générales                                                             |          | Cette section est vide, insuffisamment détaillée ou incomplète. Votre aide est la bienvenue ! Comment faire ? |
| 23 mars - 10 avril       | Fidji                 | Empire britannique | Législatives (en)                                                     |          | Cette section est vide, insuffisamment détaillée ou incomplète. Votre aide est la bienvenue ! Comment faire ? |
| 24 avril                 | Zambézie du Sud       | Rhodésie           | Législatives (en)                                                     |          | Cette section est vide, insuffisamment détaillée ou incomplète. Votre aide est la bienvenue ! Comment faire ? |
| 5 mai                    | Bulgarie              | Empire ottoman     | Législatives (en)                                                     |          | Cette section est vide, insuffisamment détaillée ou incomplète. Votre aide est la bienvenue ! Comment faire ? |
| 8 juin                   | Ontario               | Canada             | Générales (en)                                                        |          | Cette section est vide, insuffisamment détaillée ou incomplète. Votre aide est la bienvenue ! Comment faire ? |
| 8 juin                   | Québec                | Canada             | Générales                                                             |          | Cette section est vide, insuffisamment détaillée ou incomplète. Votre aide est la bienvenue ! Comment faire ? |
| 1er - 2 juillet          | Finlande              | Empire russe       | Législatives (en)                                                     |          | Cette section est vide, insuffisamment détaillée ou incomplète. Votre aide est la bienvenue ! Comment faire ? |
| 14 août                  | Saskatchewan          | Canada             | Générales                                                             |          | Cette section est vide, insuffisamment détaillée ou incomplète. Votre aide est la bienvenue ! Comment faire ? |
| 10 septembre             | Islande               | Empire danois      | Référendum (en)                                                       |          | Cette section est vide, insuffisamment détaillée ou incomplète. Votre aide est la bienvenue ! Comment faire ? |
| 10 septembre             | Islande               | Empire danois      | Législatives (en)                                                     |          | Cette section est vide, insuffisamment détaillée ou incomplète. Votre aide est la bienvenue ! Comment faire ? |
| 11 septembre             | Australie-Occidentale | Australie          | Législatives                                                          |          | Cette section est vide, insuffisamment détaillée ou incomplète. Votre aide est la bienvenue ! Comment faire ? |
| 26 - 31 octobre          | Dalmatie              | Autriche-Hongrie   | Législatives (en)                                                     |          | Cette section est vide, insuffisamment détaillée ou incomplète. Votre aide est la bienvenue ! Comment faire ? |
| 8 novembre               | Île-du-Prince-Édouard | Canada             | Générales (en)                                                        |          | Cette section est vide, insuffisamment détaillée ou incomplète. Votre aide est la bienvenue ! Comment faire ? |
| Novembre - décembre      | Lippe                 | Empire allemand    | Législatives (de)                                                     |          | Cette section est vide, insuffisamment détaillée ou incomplète. Votre aide est la bienvenue ! Comment faire ? |
| 2 novembre               | Terre-Neuve           | Empire britannique | Générales (en)                                                        |          | Cette section est vide, insuffisamment détaillée ou incomplète. Votre aide est la bienvenue ! Comment faire ? |
| 17 novembre - 2 décembre | Nouvelle-Zélande      | Empire britannique | Législatives                                                          |          | Cette section est vide, insuffisamment détaillée ou incomplète. Votre aide est la bienvenue ! Comment faire ? |
| 29 décembre              | Victoria              | Australie          | Législatives (en)                                                     |          | Cette section est vide, insuffisamment détaillée ou incomplète. Votre aide est la bienvenue ! Comment faire ? |